# Rode dennenspanner
De rode dennenspanner (Hylaea fasciaria) is een nachtvlinder die behoort tot de familie Geometridae ( spanners). De vlinder is te zien van april tot oktober.
De vlinder heeft een spanwijdte van 32 tot 44 millimeter en kan groen, rood of gemengd gekleurd zijn. Vlinders die op sparren leven, zijn rood en die van op dennen groen. De rode kleur komt in Nederland het meest voor. Op de voorvleugel zit een donkerder middenveld met aan beide zijden een iets gebogen lichte dwarslijn. De buitenste dwarslijn loopt door tot over de achtervleugel.
Er zijn twee generaties per jaar. De eitjes komen in september uit. De rupsjes overwinteren op de boom. De 30 tot 34 millimeter lange rups is groenbruin met bruine veegjes, heeft op de rugzijde kleine wratjes en een lichtbruine kop. In april verpoppen ze zich onder afgevallen naalden en na vier tot zes weken verschijnen de imagines.
De rups heeft dennen, sparren en de douglasspar als waardplanten.